# Ischnus homonae
Ischnus homonae är en stekelart som först beskrevs av Jinhaku Sonan 1930.  Ischnus homonae ingår i släktet Ischnus och familjen brokparasitsteklar. Inga underarter finns listade i Catalogue of Life.